# Frans voetbalkampioenschap 1938/39
In 1938/39 werd het zevende professionele voetbalkampioenschap georganiseerd in Frankrijk. Het was het laatste officiële kampioenschap voor het uitbreken van de Tweede Wereldoorlog. Door de oorlog verdwenen ook enkele prestigieuze clubs als Olympique Lillois, SC Fives, RC Roubaix en Excelsior Roubaix. FC Antibes bestaat nog steeds, maar verdween hierna in de anonimiteit.

## Eindstand
| Plaats | Club                   | Ptn | Wed | W  | G | V  | DV | DT | DS  | Opmerking                  |
| ------ | ---------------------- | --- | --- | -- | - | -- | -- | -- | --- | -------------------------- |
| 1      | FC Sète                | 42  | 30  | 19 | 4 | 7  | 65 | 35 | +29 | Kampioen                   |
| 2      | Olympique de Marseille | 40  | 30  | 18 | 4 | 8  | 56 | 34 | +22 |                            |
| 3      | RC Paris               | 38  | 30  | 15 | 8 | 7  | 58 | 43 | +15 | (Winnaar Coupe de France)  |
| 4      | AS Saint-Étienne       | 35  | 30  | 14 | 7 | 9  | 46 | 30 | +16 |                            |
| 5      | Olympique Lillois      | 34  | 30  | 14 | 6 | 10 | 42 | 38 | +4  |                            |
| 6      | FC Sochaux-Montbéliard | 32  | 30  | 14 | 4 | 12 | 65 | 39 | +26 |                            |
| 7      | RC Lens                | 31  | 30  | 11 | 9 | 10 | 51 | 42 | +9  |                            |
| 8      | FC Metz                | 31  | 30  | 12 | 7 | 11 | 49 | 46 | +3  |                            |
| 9      | SC Fives               | 31  | 30  | 13 | 5 | 12 | 57 | 54 | +3  |                            |
| 10     | RC Strasbourg          | 28  | 30  | 10 | 8 | 12 | 39 | 43 | -4  |                            |
| 11     | Le Havre AC            | 28  | 30  | 11 | 6 | 13 | 48 | 59 | -11 |                            |
| 12     | AS Cannes              | 27  | 30  | 11 | 5 | 14 | 47 | 62 | -15 |                            |
| 13     | Excelsior AC Roubaix   | 24  | 30  | 8  | 8 | 14 | 60 | 71 | -11 |                            |
| 14     | FC Rouen               | 21  | 30  | 6  | 9 | 15 | 31 | 48 | -17 |                            |
| 15     | FC Antibes             | 21  | 30  | 6  | 9 | 15 | 21 | 54 | -33 | Degradatie naar Division 2 |
| 16     | RC Roubaix             | 17  | 30  | 4  | 9 | 17 | 31 | 67 | -36 | Degradatie naar Division 2 |

(Overwinning:2 ptn, gelijkspel:1 punt, verlies:0 ptn)

## Topschutters
| Plaats | Speler                | Nat.                                                           | Club                   | Goals |
| ------ | --------------------- | -------------------------------------------------------------- | ---------------------- | ----- |
| 1      | Roger Courtois        | Vlag van Frankrijk · Vlag van Zwitserland                      | FC Sochaux-Montbéliard | 27    |
| -      | Désiré Koranyi        | Vlag van Frankrijk · Vlag van Hongarije (1915-1918, 1919-1946) | FC Sète                | 27    |
| 3      | Van Caeneghem         | Vlag van Frankrijk                                             | SC Fives               | 24    |
| 4      | Henri Hiltl           | Vlag van Oostenrijk                                            | Excelsior AC Roubaix   | 18    |
| 5      | Emmanuel Aznar        | Vlag van Frankrijk                                             | Olympique de Marseille | 16    |
| -      | Antoine Franceschetti | Vlag van Frankrijk                                             | AS Cannes              | 16    |
| -      | Alessandro Frigerio   | Vlag van Zwitserland                                           | Le Havre AC            | 16    |
| -      | Ignace Tax            | Vlag van Frankrijk · Vlag van Oostenrijk                       | AS Saint-Étienne       | 16    |

1932/33 · 1933/34 · 1934/35 · 1935/36 · 1936/37 · 1937/38 · 1938/39 · 1939/40 · 1940/41 · 1941/42 · 1942/43 · 1943/44 · 1944/45 · 1945/46 · 1946/47 · 1947/48 · 1948/49 · 1949/50 · 1950/51 · 1951/52 · 1952/53 · 1953/54 · 1954/55 · 1955/56 · 1956/57 · 1957/58 · 1958/59 · 1959/60 · 1960/61 · 1961/62 · 1962/63 · 1963/64 · 1964/65 · 1965/66 · 1966/67 · 1967/68 · 1968/69 · 1969/70 · 1970/71 · 1971/72 · 1972/73 · 1973/74 · 1974/75 · 1975/76 · 1976/77 · 1977/78 · 1978/79 · 1979/80 · 1980/81 · 1981/82 · 1982/83 · 1983/84 · 1984/85 · 1985/86 · 1986/87 · 1987/88 · 1988/89 · 1989/90 · 1990/91 · 1991/92 · 1992/93 · 1993/94 · 1994/95 · 1995/96 · 1996/97 · 1997/98 · 1998/99 · 1999/00 · 2000/01 · 2001/02 · 2002/03 · 2003/04 · 2004/05 · 2005/06 · 2006/07 · 2007/08 · 2008/09 · 2009/10 · 2010/11 · 2011/12 · 2012/13 · 2013/14 · 2014/15 · 2015/16 · 2016/17 · 2017/18 · 2018/19 · 2019/20 · 2020/21 · 2021/22 · 2022/23 · 2023/24 · 2024/25